# Хелемендик, Сергей Викторович
Серге́й Ви́кторович Хелеме́ндик (9 августа 1957 — 5 мая 2016 года) — русский писатель, публицист. Общественный деятель. Депутат парламента Словакии от Словацкой национальной партии, член ПАСЕ.

## Биография
Сын советского журналиста и педагога В. С. Хелемендика. Окончил филологический факультет МГУ. В течение десяти лет преподавал в международной школе переводчиков. Два года (1982—1984) преподавал на Кубе в университете Лас-Вильяс в городе Санта-Клара.  С 1988 года  вместе с семьей проживал в Словакии, где сначала работал по линии ССОД; позднее основал издательство "Славянский дом",  занимался политической и общественной деятельностью,  стал популярным блогером Словакии.
Автор ряда книг на русском языке: повесть «Самоубийцы» (1985), роман «Наводнение» (1988), роман «Группа захвата» (1990), очерк «Инстинкт самоубийства» (1991), а также более 30 книг,  вышедших на словацком языке.
Самая известная книга, написанная по-русски и переведенная на словацкий и чешский языки, вышла в 2003 году  под названием "Мы ... их!".
Значительное количество статей было опубликовано на сайте www. chelemendik.sk и на Фейсбуке на личной странице Sergej Chelemendik.